# 匹黎
匹黎（?—?），柔然人。郁久闾氏，第四任可汗大檀的弟弟，僕浑的儿子，地粟袁的孙子。
429年五月十六日，魏太武帝拓跋焘抵达漠南，留下所有辎重，率领轻骑袭击柔然汗国。柔然汗国纥升盖可汗大檀放火焚烧房屋，向西逃走。匹黎先主持东部的防务，听说北魏的军队大举攻来，立即召集部众打算向大檀靠拢；刚刚出发，被北魏平阳王长孙翰的军队拦截袭击，匹黎及其部队被击破，北魏斩杀匹黎属下酋长等头目数百人。